# Sarah Nwanak
Sarah Nwanak (nascida em 1941) é uma política camaronesa.

## Vida
Sarah Nwanak nasceu em 27 de outubro de 1941 em Makak. Ela começou a sua carreira como professora. De 1970 a 1972, ela foi membro da Assembleia Legislativa dos Camarões Ocidentais, actuando como vice-presidente da Comissão de Legislação e Assuntos Administrativos. De 1972 a 1978 foi membro do Conselho Económico e Social. Em 1978 foi reeleita membro da Assembleia Nacional.